# معروف بن مشكان
معروف بن مشكان بن عبد الله بن فيروز، القارئ أبو الوليد المكي, الحجازي, الكندي،(100هـ - 165هـ) قارئ أهل مكة، وأحد القراء المشهورين، توفي سنة خمس وستين ومائة.

## قراءته
- قرأ القرآن على عبد الله بن كثير قارئ مكة المكرمة، وهو الإمام الثاني من القراء العشرة المشهورين.
- قرأ عليه: إسماعيل بن عبد الله القسط، ووهب بن واضح.
- كما سمع منه الحروف: مطرف النّهدي، وحماد بن زيد، وعبيد بن عقيل وآخرون.[3]

## روايته للحديث النبوي
- روى عن: عبد الله بن كثير القارئ وقرأ عليه القرآن، وعبد الله بن أبي نجيح، وعبد الرحمن بن كيسان المدني ، وعطاء بن أبي رباح، ومجاهد بن جبر المكي، ومنصور بن عبد الرحمن الحجبي وهو ابن صفية.
- روى عنه: بشر بن السري، وعبد الله بن المبارك، وعبيد بن عقيل الهلالي، ومحمد بن حنظلة بن محمد بن عباد بن جعفر المخزومي ، ومروان بن معاوية الفزاري.[4]

- الجرح والتعديل: قال ابن حجر العسقلاني : صدوق مشهور. وقال الذهبي : قليل الحديث مقدم في القراءة. وقال المزي : أحد القراء المشهورين.[2]